# Ahmad Baba (krater)
Ahmad Baba är en nedslagskrater på planeten Merkurius, med en diameter på ungefär 126 kilometer.
1979 uppkallades kratern efter författaren Ahmad Baba al Massufi.